# Pohronský Bukovec
Pohronský Bukovec é um município da Eslováquia localizado no distrito de Banská Bystrica, região de Banská Bystrica.

## Demografia
| Ano:        | 1994 | 2004 | 2014 | 2024    |
| ----------- | ---- | ---- | ---- | ------- |
| Broj ljudi: | 100  | 88   | 110  | 123     |
| Razlika:    |      | -12% | +25% | +11,81% |

| Ano:               | 2023 | 2024   |
| ------------------ | ---- | ------ |
| Número de pessoas: | 124  | 123    |
| Diferença:         |      | -0,80% |